# Episodi di Greek - La confraternita (quarta stagione)
La quarta e ultima stagione della serie televisiva Greek - La confraternita è stata trasmessa negli Stati Uniti sul canale ABC Family dal 3 gennaio al 7 marzo 2011.
In Italia la quarta e ultima stagione è stata trasmessa su Fox dal 29 agosto al 12 settembre 2011 (nel canale viene trasmessa come sesta stagione) mentre in chiaro va in onda su MTV dal 3 settembre 2012.
| nº | Titolo originale      | Titolo italiano             | Prima TV USA     | Prima TV Italia   |
| -- | --------------------- | --------------------------- | ---------------- | ----------------- |
| 1  | Defending Your Honor  | Quando è in gioco l'onore   | 3 gennaio 2011   | 29 agosto 2011    |
| 2  | Fools Rush In         | A.A.A. cercasi matricole    | 10 gennaio 2011  | 30 agosto 2011    |
| 3  | Cross Examined Life   | Perché siamo qui?           | 17 gennaio 2011  | 31 agosto 2011    |
| 4  | All About Beav        | Scopino, questo sconosciuto | 24 gennaio 2011  | 1º settembre 2011 |
| 5  | Home Coming And Going | Chi viene e chi va          | 31 gennaio 2011  | 2 settembre 2011  |
| 6  | Fumble                | Tutto in una notte          | 7 febbraio 2011  | 5 settembre 2011  |
| 7  | Midnight Clear        | Bacia o rispondi            | 14 febbraio 2011 | 6 settembre 2011  |
| 8  | Subclass Plagiostomi  | Sottoclasse: Plagiostomi    | 21 febbraio 2011 | 7 settembre 2011  |
| 9  | Agents For Change     | Corsi e ricorsi             | 28 febbraio 2011 | 8 settembre 2011  |
| 10 | Legacy                | Eredità                     | 7 marzo 2011     | 12 settembre 2011 |

## Quando è in gioco l'onore
- Titolo originale: Defending Your Honor
- Diretto da: Michael Lange
- Scritto da: Matt Whitney

### Trama
L'episodio comincia con la celebrazione della festa di laurea alla CRU per i laureati tra cui Casey, Ashleigh ed Evan. Mentre Evan festeggia con Rebecca, Casey viene quasi snobbata da Cappie che ha partecipato alla celebrazione con scarso entusiasmo. Dopo tre mesi dalla loro laurea, Ashleigh inizia il suo stressante lavoro a New York mentre Casey cerca di capire perché sia stata rifiutata dalla facoltà di legge della CRU e scopre che Joel, ferito dal suo rifiuto, ha presentato una valutazione negativa nei suoi confronti, impedendole di accedere alla facoltà. Ma, alla fine, Casey, con uno stratagemma, riesce a far annullare la valutazione e a essere ammessa alla facoltà di legge della CRU. Intanto Rebecca inizia il suo mandato come presidente delle ZBZ e trova delle difficoltà a relazionarsi con Dale che è alle prese con il suo amore per la ZBZ e le sue consorelle. Durante la festa a tema greco, Dale rivela che Calvin si è alleato con la KT per architettare il piano di vendetta e il piano che avrebbe favorito la sua elezione come presidente della Omega Chi suscitando la delusione dei suoi confratelli e, in particolare, di Evan. Intanto Rusty concorre per la presidenza della Kappa Tau contro Cappie cercando di spodestarlo in ogni modo, ma, alla fine, Rusty fa capire a Cappie che è arrabbiato per come ha gestito la relazione con sua sorella e convince Cappie a riprovarci con Casey cercando di cambiare le cose.
- Guest star: Samuel Page (Joel), Olesya Rulin (Abby), Alan Ruck (Rettore Bowman)

## A.A.A. cercasi matricole
- Titolo originale: Fools Rush In
- Diretto da: Lee Shallat
- Scritto da: Roger Grant

### Trama
Data la mancanza di membri nella confraternita, alla KT si decide di tentare un reclutamento invece di affidarsi alla "Sinergia Karmica". Dopo diversi tentativi, tra cui il party per attirare le nuove matricole conclusosi per l'arrivo della polizia del campus, la KT riesce comunque a reclutare una matricola, ma Cappie e Rusty sospettano che alcuni membri della Omega Chi avessero fatto la spia per sabotare il party. Intanto alla ZBZ, in vista del reclutamento, arriva anche Teagen, la quale, affida il compito di governante a Casey per la settimana delle matricole sperando che aiuti Rebecca con la selezione. Alla fine della selezione, Teagen, con l'approvazione di Rebecca, convincerà Casey a restare permanentemente alla ZBZ come governante. Contemporaneamente Dale, deciso a divertirsi, cerca di entrare in una confraternite tra Omega Chi e Kappa Tau. Infine decide di unirsi a una confraternita: la Omega Chi. Durante la festa al Dobler, per le nuove matricole della Omega Chi, Calvin ed Evan capiscono che è stato Trip a sabotare il party della KT con l'inconsapevole aiuto di Dale.
- Guest star: Olesya Rulin (Abby), Devon Werkheiser (Peter Parkes), Kevin Kirkpatrick (Agente Huck), Martha MacIsaac (Dana), Charisma Carpenter (Teagen)

## Perché siamo qui?
- Titolo originale: Cross Examined Life
- Diretto da: Michael Lange
- Scritto da: Jason Gavin e Roger Grant

### Trama
Dale rivela di voler diventare una matricola Omega Chi, ma Rusty non accetta la scelta poiché crede che lo abbiano accettato solo per prenderlo in giro. Perciò, insieme a Dana, programma il party "Omicidio" per aiutare Dale a imparare a socializzare, a trovare una ragazza e a distoglierlo dall'idea di diventare un Omega Chi, piano che però non ha alcun successo. Intanto Cappie e Calvin frequentano un nuovo corso e lavorano insieme per riuscire a dare una risposta al compito ricevuto: "Perché siamo qui?" senza trovarne alcuna convincente. Casey sta lottando alla facoltà di legge per lo scandalo con Joel e per il fatto che i suoi colleghi la isolino ed Evan, col suo comportamento competitivo, non migliora la situazione, ma, dopo la strigliata dal professore, Casey capisce che deve essere forte e andare avanti nonostante le avversità. Durante la seconda lezione di diritto, il professore introduce una nuova studentessa che seguirà i corsi lì con loro, la quale risulta essere Katherine. Inoltre Ashleigh, che è scappata dalla sua nuova vita e ha mollato il suo nuovo lavoro, torna alla Cyprus, ma qui viene esortata da Casey ad affrontare la situazione senza fuggire, così si fa coraggio ma, in una chiamata al suo capo, viene licenziata.
- Guest star: Josh Randall (Professor Simon Segal), Nora Kirkpatrick (Katherine), Devon Werkheiser (Peter Parkes), Martha MacIsaac (Dana)

## Scopino, questo sconosciuto
- Titolo originale: All About Beav
- Diretto da: Lee Rose
- Scritto da: Jessica O'Toole e Amy Rardin

### Trama
Scopino deve rifare un compito e, sotto suggerimento di Cappie, va da Casey a chiedere aiuto. Quest'ultima è però impegnata a studiare per l'esame della settimana prossima, così Scopino si offre di aiutarla con gli appunti di un certo Dave che si scopre essere Heath. Durante la ricerca di Dave, si forma un gruppo improbabile di studio con Casey e Katherine. Qui Scopino si innamora di Katherine e finirà con l'andarci a letto dopo aver finito il suo compito e dopo aver aiutato Casey e la stessa Katherine a copiare i loro compiti di legge. Contemporaneamente tra Rusty e Dana nascono dei diverbi a causa del progetto di scienze del quale la ragazza si considera co-ideatrice e questo accentua la poca considerazione che ha Dana nei confronti di Rusty, per questo i due si lasciano. Intanto Rebecca invita Evan a una serata di presentazione delle sorelle ZBZ, ma Evan declina l'invito poiché è occupato col suo gruppo di studio. Così Rebecca, sentendosi trascurata, decide di usare Cappie per far ingelosire Evan, ma questo porta a un'ennesima rissa tra i due. Dopo Cappie torna alla KT trovando Casey e Scopino che parlavano della giornata e, solo quando Cappie sale in camera sua, Casey domanda a Scopino se Evan e Cappie saranno mai amici, ma questo le spiega che Cappie e Evan non lo saranno mai più esclusivamente perché entrambi amano la stessa ragazza, cioè lei.
- Guest Star: Nora Kirkpatrick (Katherine), Martha MacIsaac (Dana) e Dan Castellaneta (Dr. Milton Hastings)

## Chi viene e chi va
- Titolo originale: Home Coming and Going
- Diretto da: Patrick Norris
- Scritto da: Adam Milch

### Trama
La KT decide di organizzare un party "Everest", ma l'arrivo del padre della matricola Peter Parkes, ex KT, comporta la scelta del fratello maggiore per Peter, perciò Rusty si offre volontario, anche se Parkes sembra essere molto più interessato ad avere Cappie come fratello maggiore. Per questo motivo, Rusty decide di lanciarsi in un'impresa alquanto impossibile avendo la meglio sulla Omega Chi e, pertanto, Parkes decide che il suo fratello maggiore sarà proprio Rusty. Calvin vuole affrontare discorsi più seri con Heath e parlargli del fatto che non ha ancora scelto una specialistica, ma scopre che Heath lavora in uno strip club per guadagnarsi dei soldi e che precedentemente vendeva dispense usate. Intanto Rebecca, nonostante gli avvertimenti di Casey, è decisa ad andare alla festa KT, ma Evan non può andarci poiché in serata ci sarà un party dedicato agli ex allievi a cui parteciperà anche Casey con l'intento di accaparrarsi le simpatie del professor Segal. Al party con Casey viene anche Ashleigh con cui ha una discussione che comporta una rottura tra le due amiche. Quindi Casey torna alla ZBZ dove Rebecca le fa bere della vodka per affogare i suoi dispiaceri e per metterla fuori gioco così da poter andare alla festa dei KT. Qui Rebecca capisce che è inutile star a quella festa ora che è fidanzata, così raggiunge Evan al suo appartamento. Mentre Ashleigh è ancora al party dedicato agli ex alunni insieme al professor Segal, Casey arriva alla KT completamente ubriaca e Cappie, vedendola, decide di scortarla alla ZBZ, ma, una volta arrivati lì, Casey si lascia andare e va a letto con Cappie. 
- Guest star: Josh Randall (Professor Simon Segal), Devon Werkheiser (Peter Parkes)

## Tutto in una notte
- Titolo originale: Fumble
- Diretto da: Lee Rose
- Scritto da: Carter Covington

### Trama
Il mattino seguente, Casey si sveglia nel suo letto accanto a Cappie che la guarda mentre dorme, ma il momento idilliaco viene interrotto quando Casey caccia Cappie e gli dice che non ha intenzione di tornare con lui. Ma Casey non risulta essere l'unica ad aver avuto una notte particolarmente movimentata: infatti Rusty si è svegliato alla KT sommerso da bevande e stracci con un gran mal di testa post sbronza. Così decide di andare con Calvin in giro per ricordare gli avvenimenti della sera prima e per scoprire cosa ne fosse stato del suo progetto e chi avesse baciato. Mentre Kathrine rivela a un confuso Rusty e a un'incredula Casey di avere una relazione con Scopino, Ashleigh si stabilisce momentaneamente da Rusty a causa del litigio avuto con Casey e si incontra nuovamente col professor Segal che si scopre avere una figlia e una ex moglie e che, in seguito, le chiede di uscire. Dale, Casey, Laura e Cappie sono invece alle prese con i figli degli insegnanti, in particolare la figlia del professor Segal, tenuti alla ZBZ per la partita in modo da far accumulare punti alla sede. Qui Casey dice a Cappie di non volerlo spronare poiché teme che il ragazzo possa odiarla e che la situazione non potrà cambiare, ma, grazie alle parole di Rusty, Casey capisce che Cappie ce la sta mettendo tutta per migliorare. In seguito le arriva un messaggio di Cappie che la invita nel giardino per una serata a sorpresa al "Cappieland", parco giochi ideato dallo stesso Cappie, che farà riavvicinare nuovamente i due. Intanto Rusty ritrova gli strumenti del suo progetto e va a parlare con Calvin con cui si scusa per non averlo compreso e per non essergli stato accanto nel momento del bisogno, dopodiché torna a casa dove trova Ashleigh pronta per la serata col professor Segal e, quando la ragazza resta da sola, ha un flashback: infatti la sera prima è stata lei a baciare Rusty. 
- Guest star: Josh Randall (Professor Simon Segal), Devon Werkheiser (Peter Parkes), Nora Kirkpatrick (Katherine)

## Bacia o rispondi
- Titolo originale: Midnight Clear
- Diretto da: Michael Lange
- Scritto da: Rob Bragin, Jessica O'Toole e Amy Rardin

### Trama
Iniziano i preparativi per il compleanno di Calvin e alla CRU si preparano ad affrontare la tempesta di neve dell'anno mentre Casey dovrà far i conti con la maledizione della facoltà di legge. Intanto Casey parla a Cappie del litigio avuto con Ashleigh, mentre quest'ultima cerca invano di non aprire l'argomento "Casey" dinanzi a Rusty e Calvin e di evitare di parlare di ciò che è successo quella sera con Rusty. In seguito, la stessa Ashleigh scopre che Casey è tornata con Cappie, ma, allo stesso tempo, Rusty scopre che Ashleigh potrebbe essere la ragazza che ha baciato quella sera. Alla festa di Calvin partecipano tutti, eccetto Heath che è rimasto bloccato, e in più anche Laura, venuta per Dale, Abby, che sembra essere interessata a Rusty, e il professor Segal che fa sapere ai ragazzi che attualmente esce con Ashleigh. Questo sconvolge Casey, Evan e Rusty: quest'ultimo, infatti, era convinto che Ashleigh provasse qualcosa per lui. Mentre Casey non riesce a star sola con Ashleigh per chiarire la situazione, Rebecca deve far fronte ai problemi che ha con Evan, il quale sembra esserne del tutto indifferente. Dopo che il professor Segal, Laura e Abby son andati via, i ragazzi vanno da Dobler per continuare la festa cercando di accontentare Calvin e, quindi, non litigare; una volta arrivati, decidono di giocare a "Bacia o rispondi": il gioco consiste nel far una domanda a uno dei partecipanti e, il partecipante in questione, deve rispondere sinceramente oppure, se non è in grado di rispondere, deve, come pegno, baciare colui che ha fatto la domanda. Qui Casey chiede ad Ashleigh se potranno mai tornare amiche, ma questa le risponde di no; Rusty chiede ad Ashleigh se lei ama il professor Segal, ma Ashleigh non risponde e lo bacia, così Rusty capisce è lei la ragazza che ha baciato quella sera; invece Rebecca chiede a Evan se ama più i suoi studi rispetto a lei e questo le risponde in malo modo provocando una rottura nel loro rapporto. Casey e Ashleigh vanno a consolare Rebecca e in seguito si chiariscono e tornano a essere amiche mentre Rebecca decide di lasciare Evan, il quale, infuriato, incolpa Casey dell'accaduto. Il mattino seguente i ragazzi sono ancora al Dobler a dormire e, quando il padrone del bar apre il locale, li scopre e quindi licenzia Ashleigh. 
- Guest star: Josh Randall (Professor Simon Segal), Nora Kirkpatrick (Katherine), Olesya Rulin (Abby)

## Sottoclasse: Plagiostomi
- Titolo originale: Subclass Plagiostomi
- Diretto da: Michael Lange
- Scritto da: Stacy Rukeyser

### Trama
Al corso di giurisprudenza, si tiene una causa tra due fazioni opposte costituite da Casey e Kathrine e un'altra con Evan e un collega dove il vincitore di questa causa prenderà il posto di assistente del professor Segal. Questo processo evidenzia i sentimenti che Evan prova ancora per Casey, la quale si aggiudica la causa con l'arringa finale suscitando il nervosismo e la delusione di Evan. Intanto alla KT si presentano Trip e Natalie, presidenti rispettivamente della Omega Chi e della Gamma Psi, che annunciano ai ragazzi che hanno problemi coi voti accademici e che devono rimediare, ma Cappie, Rusty e gli altri confratelli cominciano a pensare che sia stato Dale a fare la spia, soprattutto quando Calvin e Rusty vedono Dale uscire con Natalie. Così decidono di entrare di nascosto nella stanza di Dale e, rovistando tra gli appunti, trovano degli inviti per la festa invernale che la Omega Chi terrà con la Gamma Psi e da qui capiscono che l'intento è quello di far fuori sia la KT che la ZBZ. Quindi Rusty va da Rebecca a raccontarle dell'accaduto e questa si precipita alla sede delle Gamma Psi dove minaccia Natalie che rivela il piano della Omega Chi: quello di far fuori Dale dalla loro confraternita facendogli uno scherzo imbarazzante dinanzi a tutto il campus durante il ballo delle confraternite. Calvin e Rusty cercano di convincere Dale a non prestarsi, ma invano e, quando Dale scopre che gli avvertimenti dei due amici erano reali, torna alla Omega Chi da Trip e lo prende a pugni. Ashleigh continua a star col professor Segal, il quale le rivela di aver pagato il risarcimento per il Dobler e vuole che la ragazza vada con lui a una serata tra adulti e le compra un vestito per l'occasione. Dopo la causa però Ashleigh discute con il professor Segal e questa discussione porta a una rottura tra i due che decidono di lasciarsi. Quando Ashleigh torna a casa e rivela l'accaduto a Dale e Rusty, quest'ultimo capisce che ora ha campo libero con lei. 
- Guest star: Josh Randall (Professor Simon Segal), Nora Kirkpatrick (Katherine), Devon Werkheiser (Peter Parkes), Kinsey McLean (Trip), Kristy Vaughan (Natalie)

## Corsi e ricorsi
- Titolo originale: Agents for Change
- Diretto da: Michael Grossman
- Scritto da: Roger Grant

### Trama
Le ZBZ si preparano alla gara che conferirà loro il Giglio D'Oro, ma Casey teme che Rebecca, facendosi prendere dall'ansia e dal nervosismo, non riesca a far guadagnare punti alla confraternita. Durante la riunione serale alle ZBZ, a cui partecipano anche Casey ed Ashleigh, Rebecca rivela alle consorelle di voler fare un concerto con una star della musica e di aver invitato qualcuno che potrà sicuramente aiutarle e, questa persona, risulta essere Frannie, la quale afferma di lavorare come manager di star famose e di poter ingaggiare Justin Bieber per il concerto. Mentre alla KT Cappie deve trovare i soldi necessari per la riparazione della sede poiché considerata inagibile e pericolante, Rusty viene a sapere che il padre di Evan ha intenzione di comprare la sua invenzione e chiede al ragazzo di aiutarlo ma, dopo un suo iniziale rifiuto, questo accetta di aiutarlo. Così i due arrivano a casa Chambers e, dopo una serie di discussioni e grazie ai consigli di Rusty, Evan capisce che non potrà mai aspettarsi un cambiamento dai suoi genitori ma che deve accettarli per come sono. Invece alla Omega Chi, Calvin cerca di far recuperare un po' di buonsenso ai confratelli e cerca di far ragionare Trip sulla faccenda di Dale. Quest'ultimo poi si presenta alla Omega Chi provocando una reazione nelle altre matricole della sede che rivogliono Dale alla Omega Chi e, in seguito, Trip si scusa con Calvin per il suo atteggiamento e dice di volersi dimettere da presidente della Omega Chi. Intanto alla ZBZ la situazione peggiora quando Justin Bieber declina l'invito di presentarsi al concerto alla Cyprus e Casey scopre che Frannie in realtà è un assistente e che quindi le ha imbrogliate, ma l'arrivo di Cappie e la matricola Spidey dà un'idea per risolvere il problema: infatti, vista la somiglianza, Spidey sarà per una sera Justin Bieber riuscendo a salvare le ZBZ. Dopo esser stato da Evan per ringraziarlo del favore fattogli, Rusty torna alla sede della KT dove il padre di Spidey, ex KT, sembra aver salvato la sede, ma la matricola Spidey non sembra esserne così felice, perciò Cappie comincia a pensare che non sia Dale o un Omega Chi, ma che probabilmente sia Spidey a procurare tanti guai alla KT solo per far un dispetto al padre. 
- Guest star: Devon Werkheiser (Peter Parkes), Kinsey McLean (Trip), Tiffany Dupont (Frannie)

## Eredità
- Titolo originale: Legacy
- Diretto da: Michael Lange
- Scritto da: Patrick Sean Smith e Matt Whitney

### Trama
Mentre Cappie continua a non fidarsi della matricola Spidey poiché crede che stia tramando contro la sede, Casey ed un Evan con una mano malconcia sono stati chiamati dal professor Segal affinché lo aiutassero con un caso che coinvolge personalmente la Cyprus: infatti vogliono costruire un centro sportivo in un'area della CRU dove c'è un edificio che fra qualche giorno sarà demolito, ma questo edificio risulta essere la sede della KT. Dale e Rebecca decidono di fare una ricerca tra i loro ex per capire cos'è andato storto, ma entrambi hanno timore di parlare rispettivamente con Laura e con Evan, ma, quando Dale chiede a Laura della loro relazione, questa gli risponde che le piacerebbe avere una relazione con lui, perciò si baciano. Intanto Ashleigh ha deciso di trasferirsi in un altro appartamento dato che non può stare con Rusty, nonostante questo ricambi i suoi sentimenti e sia spinto da Calvin a dichiararsi, ma, prima di concludere il discorso, scopre che stanno facendo delle analisi del terreno sotto la sede e decide di informare Cappie. Questo stesso pensiero viene fatto anche da Casey che informa Cappie della costruzione del centro sportivo a opera del padre della matricola Spidey e per questo i KT decidono di non demordere e di ricordare all'uomo cosa significhi essere un KT. L'intento va in fumo e, nonostante il fatto che Casey ed Evan si siano rifiutati di avvalorare la tesi del loro professore e che tutti gli studenti fossero contrari, la sede della KT viene demolita dinanzi ai loro occhi. Ma Rusty non si dà per vinto e decide di dar coraggio ai confratelli per poter, in futuro, costruire una nuova KT. Mentre Rebecca va da Evan a chiedere quale fosse stato il motivo della loro rottura, Casey dice ad Ashleigh che Rusty è una persona forte e non ha bisogno di essere difeso, quindi lei torna all'appartamento dove trova Rusty e qui si dichiarano e si baciano così decide di restare nell'appartamento con lui. Intanto Casey ha intenzione di andare via dalla Cyprus e Cappie la informa che verrà con lei dopo che a breve si sarà laureato. Arriva il giorno della laurea e, durante il brindisi ai neolaureati Calvin e Cappie, quest'ultimo afferma che Rusty sia la sua eredità e per questo lo nomina ufficialmente presidente della KT e ritorna a essere amico di Evan. Alcuni giorni dopo, Casey e Cappie partono all'avventura lasciando la Cyprus salutando Evan, Rebecca, Calvin, Ashleigh, Rusty e Dale che resteranno ancora lì. 
- Guest star: Josh Randall (Professor Simon Segal), Nora Kirkpatrick (Katherine), Devon Werkheiser (Peter Parkes), Jessica Lee Rose (Jen K), Olesya Rulin (Abby), Derek Mio (Wade)